# Liste von Content-Management-Systemen
Dies ist eine unvollständige Liste von Content-Management-Systemen (CMS-Software).

## Open-Source-Software

### Java
| Name                         | Plattform | unterstützte Datenbanken                                                                                       | aktuelle Version | Lizenz             |
| ---------------------------- | --------- | --- | ---------------- | ------------------ |
| Apache Roller                | Java      | HSQLDB, MySQL, Oracle, SQL Server, Db2, PostgreSQL, Apache Derby                                               | 6.0.0            | Apache 2.0 License |
| Ametys CMS                   | Java      | MySQL, Oracle, SQL Server, JCR, Apache Derby                                                                   | 3.7.1            | Apache 2.0 License |
| Crafter CMS                  | Java      | Git, Solr, CMIS                                                                                                | 3.0.0            | GNU GPL v3         |
| dotCMS                       | Java      | MySQL, Oracle, MSSQL, PostgreSQL                                                                               | 4.2.0            | GNU GPL v3         |
| Liferay                      | Java      | HSQLDB, MySQL, Oracle, SQL Server, Db2, Apache Derby, Informix, InterBase, JDataStore, PostgreSQL, SAP, Sybase | 7.0.1            | LGPL               |
| DSpace                       | Java      | Oracle, PostgreSQL                                                                                             | 5.0              | BSD                |
| Fedora Commons               | Java      | MySQL, Oracle, PostgreSQL, Mulgara (MPTSTore RDF Semantic Triplestore)                                         | 4.1.0            | Apache License     |
| LogicalDOC Community Edition | Java      | MySQL, Oracle, SQL Server, PostgreSQL                                                                          | 7.4.2            | LGPL               |
| Nuxeo EP                     | Java      | MySQL, Oracle, SQL Server, Ingres, PostgreSQL, MongoDB                                                         | 7.3              | LGPL               |
| OpenCms                      | Java      | HSQLDB, MySQL, Oracle, SQL Server, Db2, PostgreSQL                                                             | 10.5.1           | LGPL               |
| Alfresco Community Edition   | Java      | MySQL, Oracle, SQL Server, PostgreSQL, Db2,                                                                    | 201707           | LGPL               |
| Hippo CMS                    | Java      | MySQL, Oracle, SQL Server, Ingres, PostgreSQL, JCR                                                             | 12.0.2           | Apache 2.0 License |
| OpenWGA                      | Java      | MySQL, PostgreSQL, Db2, HSQLDB, Oracle, SQL Server, Lotus Domino, CMIS                                         | 7.6              | GPL und proprietär |
| Jahia Community Distribution | Java      | Apache Derby, JCR, MySQL, PostgreSQL                                                                           | 7.0.0            | GPL                |
| Magnolia                     | Java      | H2, Derby, MySQL, PostgreSQL, Oracle, MSSQL                                                                    | 5.6              | GPL und proprietär |
| OpenKM                       | Java      | MySQL, PostgreSQL, Oracle, SQL Server, HSQLDB                                                                  | 6.3.2            | GPL                |
| Thingamablog                 | Java      | | 1.5.1            | GPL                |
| XWiki                        | Java      | MySQL, PostgreSQL, Oracle, SQL Server, HSQLDB                                                                  | 8.4.1            | LGPL               |

#### Java Packages/Bundle
| Name         | Platform                 | unterstützte Datenbanken | aktuelle Version | Lizenz         |
| ------------ | ------------------------ | ------------------------ | ---------------- | -------------- |
| Apache Lenya | Java, XML, Apache Cocoon |                          | 2.0.4            | Apache License |
| Daisy        | Java, XML, Apache Cocoon | MySQL                    | 2.4.2            | Apache License |

### Microsoft ASP.NET
| Name            | Platform                 | unterstützte Datenbanken                                | aktuelle Version | Lizenz                 |
| --------------- | ------------------------ | ------------------------------------------------------- | ---------------- | ---------------------- |
| C1 CMS          | ASP.NET (Web Forms, MVC) | XML, SQL Server                                         | 6.1              | Mozilla Public License |
| DNN             | ASP.NET (Web Forms, MVC) | SQL Server, SQL Server Express, SQL Azure               | 9.1.1            | MIT License            |
| Kentico CMS     | ASP.NET                  | SQL Server                                              | 10.0             | Proprietär, frei       |
| mojoPortal      | ASP.NET                  | SQL Server, MySQL, PostgreSQL, SQLite, Firebird, SQL CE | 2.4.1.0          | CPL                    |
| Orchard Project | ASP.NET (Web Forms, MVC) | SQL Server, MySQL, PostgreSQL, SQLite                   | 1.10.1           | New BSD License        |
| Orchard Core    | ASP.Net Core             | SQL Server, MySQL, PostgreSQL, SQLite                   | Beta 2           | BSD 3-Clause           |
| Umbraco         | ASP.NET (Web Forms, MVC) | SQL Server, SQL CE, SQL Azure, MySQL                    | 7.8.1            | MIT License            |
| BetterCMS       | ASP.NET (Web Forms, MVC) | SQL Server, SQL Azure                                   | 2.0.6            | LGPL                   |

### Perl
| Name                     | Platform                       | unterstützte Datenbanken          | aktuelle Version | Lizenz |
| ------------------------ | ------------------------------ | --------------------------------- | ---------------- | ------ |
| blosxom                  | Perl                           | Flat-File-CMS                     | 2.1.2            | MIT    |
| Bricolage                | Perl on mod perl               | MySQL, PostgreSQL, Oracle         | 2.0.1            | BSD    |
| EPrints                  | Perl on mod perl               | MySQL, PostgreSQL                 | 3.3.15           | GPL    |
| Foswiki                  | Perl                           | Dateisystem                       | 2.1.4            | GPL    |
| Ikiwiki                  | Perl                           | Git, Apache Subversion, Mercurial | 3.20170111       | GPL    |
| Movable Type Open Source | Perl, mod perl, FastCGI, w/PHP | MySQL                             | 5.2.13           | GPL    |
| TWiki                    | Perl                           | Dateisystem                       | 6.0.2            | GPL    |
| Sellerdeck eCommerce     | Perl                           | Flat-File-CMS                     | 16.0.3           | GPL    |
| SPINE                    | Perl, mod perl                 | MySQL, PostgreSQL                 | 1.2.2            | GPL    |
| WebGUI                   | Perl on mod perl               | MySQL                             | 7.10.30          | GPL    |

### PHP
| Name                    | Platform                | Unterstützte Datenbanken                                                                | aktuelle Version | Lizenz                     |
| ----------------------- | ----------------------- | --------------------------------------------------------------------------------------- | ---------------- | -------------------------- |
| ATutor                  | PHP                     | MySQL                                                                                   | 2.2.4            | GPL                        |
| Backdrop CMS            | PHP                     | MySQL                                                                                   | 1.11.3           | GPLv2+                     |
| b2evolution             | PHP                     | MySQL, MariaDB                                                                          | 6.10.5           | GPLv2                      |
| Benchmark CMS           | PHP                     | MySQL, Flat-File-CMS, Cloud-CMS                                                         | 4.3.2.21         |                            |
| Bludit                  | PHP                     | Flat-File-CMS                                                                           | 3.13.1           | MIT                        |
| CMSimple                | PHP                     | Flat-File-CMS                                                                           | 5.3              | GPLv3                      |
| CMS Made Simple         | PHP                     | MySQL                                                                                   | 2.2.8            | GPL                        |
| Composr CMS             | PHP                     | MySQL                                                                                   | 10.0.22          | CPAL                       |
| concrete5               | PHP                     | MySQL                                                                                   | 8.4.4            | MIT                        |
| Contao                  | PHP                     | MySQL, MariaDB                                                                          | 5.5              | LGPL                       |
| Craft CMS               | PHP                     | MySQL, MariaDB, PostgreSQL                                                              | 5.4.3            |                            |
| Dev4u                   | PHP                     | MySQL                                                                                   | 3.2.85           |                            |
| DokuWiki                | PHP                     | Flat-File-CMS                                                                           | 2020-07-29       | GPL                        |
| Dotclear                | PHP                     | MySQL, PostgreSQL, SQLite                                                               | 2.14.3           | GPL                        |
| Drupal                  | PHP                     | MariaDB, Microsoft SQL Server, MySQL, Oracle, Percona Server, PostgreSQL, SQLite        | 8.6.5            | GPLv2+                     |
| Exponent CMS            | PHP                     | MySQL                                                                                   | 2.4.3            | GPL                        |
| eZ Publish              | PHP                     | MySQL, PostgreSQL, Oracle, Microsoft SQL Server                                         | 5.4              | GPL                        |
| eZ Platform             | PHP                     | MySQL, MariaDB, PostgreSQL                                                              | 2.3              | GPL                        |
| flatCore CMS            | PHP                     | MySQL, SQLite                                                                           | 2.0.9            | GPLv3                      |
| Geeklog                 | PHP                     | MySQL, PostgreSQL, Microsoft SQL Server                                                 | 2.2.0            | GPL                        |
| GetSimple CMS           | PHP                     | Flat-File-CMS                                                                           | 3.3.16           | GPL                        |
| Grav                    | PHP                     | Flat-File-CMS                                                                           | 1.7.3            | MIT                        |
| Habari                  | PHP                     | MySQL, PostgreSQL, SQLite                                                               | 0.9.2            | Apache License             |
| ImpressCMS              | PHP                     | MySQL                                                                                   | 1.3.11           | GPL                        |
| ImpressPages            | PHP                     | MySQL                                                                                   | 4.8.0            | GPL, MIT                   |
| Jamroom                 | PHP                     | MySQL, MariaDB, Percona                                                                 | 6.1.0            | MPL                        |
| Joomla                  | PHP                     | MySQL, PostgreSQL, MSSQL, SQLite                                                        | 5.3.1            | GPL                        |
| Kajona                  | PHP                     | MySQL, PostgreSQL, SQLite, MariaDB, Oracle                                              | 6.2              | LGPL                       |
| Known                   | PHP                     | MySQL, MongoDB                                                                          | 0.9.9            | Apache License             |
| LUYA                    | PHP                     | MySQL, PostgreSQL, SQLite                                                               | 1.0.14.2         | MIT                        |
| Mae CMS                 | PHP                     | MySQL                                                                                   | 1.11.9           | MIT                        |
| Magento                 | PHP                     | MySQL                                                                                   | 2.3.0            | OSL Ver. 3 / AFL Ver. 3    |
| Mambo                   | PHP                     | MySQL                                                                                   | 4.6.5            | GPL                        |
| MediaWiki               | PHP                     | MySQL, MariaDB, PostgreSQL, SQLite, MSSQL                                               | 1.32.0           | GPL                        |
| Midgard CMS             | PHP (Midgard framework) | MySQL                                                                                   | 12.0.9.2         | LGPL                       |
| MODX                    | PHP                     | MySQL                                                                                   | 2.7.0            | GPL                        |
| Neos                    | PHP                     | MySQL, MariaDB, PostgreSQL, Oracle, Microsoft SQL Server, SQL Anywhere, SQLite, Drizzle | 8.3 LTS          | GPL 3.0                    |
| Novius OS               | PHP                     | MySQL                                                                                   | 5.0.1 (Elche)    | AGPLv3                     |
| Nucleus CMS             | PHP                     | MySQL                                                                                   | 3.70             | GPL                        |
| OctoberCMS              | PHP                     | MySQL, PostgreSQL, SQLite                                                               | 446              | MIT                        |
| Omeka                   | PHP                     | MySQL                                                                                   | 2.6.1            | GPL                        |
| Pagekit                 | PHP                     | MySQL, SQLite                                                                           | 1.0.15           | MIT                        |
| papaya CMS              | PHP                     | MySQL, PostgreSQL, SQLite                                                               | 5.5.2            | GPL v2                     |
| pH7CMS                  | PHP                     | MySQL, MariaDB                                                                          | 14.8.9           | GPL 3.0                    |
| Phire CMS               | PHP                     | MySQL                                                                                   | 2.1.0            | New BSD License            |
| PHP-Nuke                | PHP                     | MySQL                                                                                   | 8.3.2            | GPL                        |
| phpWebLog               | PHP                     | MySQL                                                                                   | 0.5.3            | GPL                        |
| PhpWiki                 | PHP                     | MySQL                                                                                   | 1.6.2            | GPL                        |
| Pimcore                 | PHP                     | MySQL                                                                                   | 5.6              | GPL                        |
| PivotX                  | PHP                     | MySQL, Flat-File-CMS                                                                    | 2.3.11           | GPL                        |
| Pixie                   | PHP                     | MySQL                                                                                   | 1.0.4            | GPL                        |
| Pluck                   | PHP                     | Flat-File-CMS                                                                           | 4.7.3            | GPLv3                      |
| PmWiki                  | PHP                     | Flat-File-CMS, SQLite                                                                   | 2.2.133          | GPL                        |
| PrestaShop              | PHP                     | MySQL                                                                                   | 1.7.5.0          | Open Software License 3.0  |
| ProcessWire             | PHP                     | MySQL                                                                                   | 3.0.123          | Mozilla Public License 2.0 |
| REDAXO                  | PHP                     | MySQL, MariaDB                                                                          | 5.11             | MIT                        |
| SMW+                    | PHP – MediaWiki         | MySQL                                                                                   | 1.7.0            | GPL                        |
| Serendipity             | PHP + Smarty            | MySQL, PostgreSQL, MySQLi, SQLite                                                       | 2.1.4            | BSD                        |
| SilverStripe            | PHP                     | MySQL, Microsoft SQL Server, PostgreSQL, SQLite, Oracle                                 | 5.3.0            | BSD                        |
| SPIP                    | PHP                     | MySQL, PostgreSQL, SQLite                                                               | 3.2.1            | LGPL                       |
| Textpattern             | PHP                     | MySQL                                                                                   | 4.7.2            | GPL                        |
| Tiki Wiki CMS Groupware | PHP                     | MySQL                                                                                   | 19.0             | LGPL                       |
| TYPO3                   | PHP                     | MySQL, MariaDB, Oracle, PostgreSQL, SQLite                                              | 12.4.7           | GPL                        |
| Typesetter CMS          | PHP                     | Flat-File-CMS                                                                           | 5.1              | GPL V2                     |
| Wolf CMS                | PHP                     | MySQL, PostgreSQL, SQLite                                                               | 0.8.3.1          | GPL v3                     |
| WordPress               | PHP                     | MySQL, MariaDB                                                                          | 5.5              | GPL                        |
| Xoops                   | PHP                     | MySQL                                                                                   | 2.5.9            | GPL                        |
| Yellow                  | PHP                     | Flat-File-CMS                                                                           | 0.8.5            | GPL                        |

### Python
| Name       | Platform      | unterstützte Datenbanken                          | aktuelle Version | Lizenz |
| ---------- | ------------- | ------------------------------------------------- | ---------------- | ------ |
| django CMS | Python/Django | PostgreSQL, MySQL, SQLite 3, Oracle               | 4.1.1            | BSD    |
| Mezzanine  | Python/Django | PostgreSQL, MySQL, SQLite 3, Oracle               | 4.2.2            | BSD    |
| MoinMoin   | Python        | Flat-File-CMS                                     | 1.9.9            | GPL    |
| Plone      | Python/Zope   | MySQL, PostgreSQL, SQLite, Oracle, ZODB, via Zope | 5.0.7            | GPL    |
| Wagtail    | Python/Django | PostgreSQL, MySQL, SQLite 3, Oracle               | 1.12.2           | BSD    |

### Ruby on Rails
| Name         | Platform      | unterstützte Datenbanken       | aktuelle Version | Lizenz |
| ------------ | ------------- | ------------------------------ | ---------------- | ------ |
| Alchemy CMS  | Ruby on Rails | PostgreSQL, MySQL, SQLite      | 3.5              | BSD    |
| BrowserCMS   | Ruby on Rails | MySQL, SQLite                  | 3.5.7            | LGPL   |
| Radiant      | Ruby on Rails | MySQL, PostgreSQL, SQLite, Db2 | 1.1.4            | MIT    |
| Refinery CMS | Ruby on Rails | MySQL, PostgreSQL, SQLite      | 3.0.5            | MIT    |
| Typo         | Ruby on Rails | MySQL, PostgreSQL, SQLite      | 8.3.3            | MIT    |

### ColdFusion Markup Language (CFML)
| Name                   | Platform                                  | unterstützte Datenbanken                                  | aktuelle Version | Lizenz                         |
| ---------------------- | ----------------------------------------- | --------------------------------------------------------- | ---------------- | ------------------------------ |
| ContentBox Modular CMS | Lucee / Railo / Adobe ColdFusion          | MySQL/Microsoft SQL Server/PostgreSQL/HSQLDB/Apache Derby | 2.1.0            | Apache License oder proprietär |
| Mura CMS               | Lucee / Railo / OpenBD / Adobe ColdFusion | MySQL/Microsoft SQL Server/Oracle                         | 7.06858          | GPL oder proprietär            |
| FarCry CMS             | Lucee / Railo / OpenBD / Adobe ColdFusion | MySQL/Microsoft SQL Server/Oracle/Postgres                | 7.0.7            | GPL oder proprietär            |
| Contens CMS            | Lucee / Railo / OpenBD / Adobe ColdFusion | MySQL/Microsoft SQL Server/Oracle/Postgres                | 5.5.0            | GPL oder proprietär            |

### JavaScript
| Name       | Platform             | unterstützte Datenbanken | aktuelle Version | Lizenz |
| ---------- | -------------------- | ------------------------ | ---------------- | ------ |
| Ghost      | Node.js (JavaScript) | SQLite, MySQL            | 0.11.9           | MIT    |
| TiddlyWiki | JavaScript           | Flat-File-CMS            | 5.1.14           | BSD    |

### Andere
| Name      | Platform      | unterstützte Datenbanken | aktuelle Version | Lizenz |
| --------- | ------------- | ------------------------ | ---------------- | ------ |
| OpenACS   | Tcl AOLserver | PostgreSQL/Oracle        | 5.9.0            | GPL    |
| moziloCMS |               | keine                    | 2.0              | GPL    |

## Software as a Service (SaaS)
| Name                              | lizenzierte Version verfügbar                       | aktuelle Version | Web-Content-Management | Group-Content-Management | Enterprise-Content-Management |
| --------------------------------- | --------------------------------------------------- | ---------------- | ---------------------- | ------------------------ | ----------------------------- |
| Accrisoft Freedom                 | Ja                                                  | 10.2             | Ja                     | Ja                       | Ja                            |
| Adobe Business Catalyst           |                                                     | V4               | Ja                     | Ja                       | Ja                            |
| Alfresco Cloud                    | Ja (Alfresco Community & Enterprise)                | 2012.05          | Nein                   | Ja                       | Ja                            |
| BASE.4 Headless CMS               | Ja                                                  | V1.5             | Ja                     | Ja                       | Ja                            |
| censhare                          | Ja                                                  | 2017.02          | Ja                     | Ja                       | Ja                            |
| Clickability (Limelight Networks) | Nein                                                |                  | Ja                     | Nein                     | Nein                          |
| Content SORT                      | Ja                                                  | 2013.11          | Ja                     | Ja                       | Ja                            |
| CoreMedia Content Cloud           | Ja                                                  | v11              | Ja                     | Ja                       | Ja                            |
| Crafter CMS Cloud                 | Ja (Crafter CMS Enterprise)                         | 2017.08          | Ja                     | Ja                       | Nein                          |
| dotCMS Cloud                      | Ja                                                  | 4.2.0            | Ja                     | Ja                       | Ja                            |
| Frontis Archive Publishing System | Ja                                                  | V3.12.01.11      | Ja                     | Ja                       | Ja                            |
| Huddle                            | Ja                                                  | 2012             | Ja                     | Ja                       | Ja                            |
| Microsoft Office 365              | Ja (MS SharePoint, MS Lync, MS Exchange, MS Office) | 2013             | Ja                     | Ja                       | Ja                            |
| nuBuilder                         | Nein                                                | 4.5              | Ja                     | Ja                       | Ja                            |
| O3Spaces                          | Ja                                                  | 3.2.1            | Ja                     | Ja                       | Nein                          |
| OU Campus                         | Ja                                                  | 10.2.4           | Ja                     | Ja                       |                               |
| Polopoly Web CMS                  |                                                     | 10.2             | Ja                     | Ja                       | Nein                          |
| Quintype                          | Ja                                                  |                  | Ja                     | Ja                       | Ja                            |
| uCoz                              |                                                     |                  | Ja                     | Ja                       | Nein                          |
| Windows Live                      | Nein                                                | 2011             | Nein                   | Ja                       | Nein                          |
| XaitPorter                        | Ja                                                  | 4.9.6            | Nein                   | Nein                     | Ja                            |
| Zesty.io                          | Ja (Multi-Tenant SaaS)                              | Versionless      | Ja                     | Ja                       | Ja                            |

## Proprietäre Software
| Name                                                            | Platform                                 | benötige Datenbanken                                     | aktuelle Version                  | Web-Content-Management | Group-Content-Management | Enterprise-Content-Management |
| --------------------------------------------------------------- | ---------------------------------------- | -------------------------------------------------------- | --------------------------------- | ---------------------- | ------------------------ | ----------------------------- |
| Alfresco (Enterprise & Community Edition)                       | Java                                     | Oracle, SQL Server, MySQL, PostgreSQL, Db2               | 4.0.2 Enterprise, 4.2.c Community | Nein                   | Ja                       | Ja                            |
| Altitude3.Net                                                   | ASP.NET                                  | SQL Server                                               | 2015.07.14                        | Ja                     | Ja                       | Ja                            |
| censhare                                                        | Java                                     | Oracle                                                   | 2017.2                            | Ja                     | Ja                       | Ja                            |
| Contentverse                                                    | Java                                     | Oracle, SQL Server                                       | 8.1                               | Ja                     | Ja                       | Ja                            |
| Contegro                                                        | ASP.NET                                  | SQL Server                                               | 4.0.0                             | Ja                     | Ja                       | Nein                          |
| CONTENS CMS                                                     | Java                                     | MySQL, MariaDB, PostGreSQL, Microsoft SQL-Server, Oracle | 5.5.0                             | Ja                     | Ja                       | Ja                            |
| CoreMedia Content Cloud                                         | Java                                     | JDBC-kompatible Datenbanken, MongoDB                     | v11                               | Ja                     | Ja                       | Ja                            |
| DocLogix                                                        | ASP.NET                                  | SQL Server                                               | 10.0.0                            | Nein                   | Nein                     | Ja                            |
| dotCMS                                                          | Java                                     | Oracle, SQL Server, MySQL, PostgreSQL                    | 4.2.0                             | Ja                     | Ja                       | Ja                            |
| Ektron CMS                                                      | ASP.NET                                  | SQL Server                                               | 9.20                              | Ja                     | Ja                       | Ja                            |
| Elcom CMS                                                       | ASP.NET                                  | SQL Server                                               | 9.0                               | Ja                     | Ja                       | Ja                            |
| OpenText Documentum                                             | Java                                     | Oracle, SQL Server, Db2                                  | 7.3                               | Nein                   | Nein                     | Ja                            |
| Episerver CMS                                                   | ASP.NET                                  | SQL Server                                               | 10                                | Ja                     | Ja                       | Ja                            |
| ExpressionEngine                                                | PHP                                      | MySQL                                                    | 3.4.5                             | Ja                     | Nein                     | Ja                            |
| Gentics CMS                                                     | Java                                     | MySQL, Maria DB                                          | 5                                 | Ja                     | Ja                       | Ja                            |
| Hyland OnBase ECM                                               | .NET                                     | SQL Server, Oracle                                       |                                   | Ja                     | Ja                       | Ja                            |
| IBM Enterprise Content Management                               | Java                                     | Oracle, Db2                                              | 8.5                               | Ja                     | Ja                       | Ja                            |
| OpenText Teamsite                                               | Java, .Net, XML, XSLT                    | Oracle, SQL Server, Db2, MySQL                           | 16.2                              | Ja                     | Ja                       | Ja                            |
| Jadu                                                            | PHP                                      | MySQL, SQL Server                                        | Continuously Released             | Ja                     | Ja                       | Nein                          |
| Jahia Enterprise Distribution                                   | Java                                     | MySQL, Oracle, PostgreSQL, Microsoft SQL Server          | 6.6.2.3                           | Ja                     | Ja                       | Ja                            |
| Kentico CMS                                                     | ASP.NET                                  | SQL Server                                               | 8.1                               | Ja                     | Ja                       | Ja                            |
| Movable Type                                                    | Perl                                     | MySQL, Oracle, SQL Server                                | 6.3.2                             | Ja                     | Ja                       | Ja                            |
| nuBuilder                                                       | PHP, JavaScript, SQL, AJAX, jQuery, JSON | MySQL, MariaDB                                           | Forte                             | Ja                     | Ja                       | Ja                            |
| XaitPorter                                                      | PHP                                      | Oracle                                                   | 4.9.6                             | Nein                   | Nein                     | Ja                            |
| Oracle WebCenter Content (vormals Universal Content Management) | Java                                     | Oracle                                                   | 11g                               | Ja                     | Ja                       | Ja                            |
| OU Campus                                                       | Java                                     | MySQL, Microsoft SQL Server, SAP Sybase ASE              | 10.2.4                            | Ja                     | Ja                       | Ja                            |
| Pulse CMS                                                       | PHP                                      | Flat-File-CMS                                            | 4.6.2                             | Ja                     | Nein                     | Nein                          |
| Microsoft SharePoint                                            | ASP.NET                                  | SQL Server (2005, 2008 oder 2012), SQL Express           | 6.0                               | Ja                     | Ja                       | Ja                            |
| Sitecore                                                        | ASP.NET (Webforms oder MVC)              | SQL Server (2005, 2008, 2012), Oracle                    | 8.2.5                             | Ja                     | Ja                       | Ja                            |
| Sitefinity                                                      | ASP.NET                                  | SQL Server                                               | 13.1                              | Ja                     | Ja                       | Ja                            |
| Sitekit CMS                                                     | ASP.NET                                  | SQL Server                                               | 9.5                               | Ja                     | Ja                       | Nein                          |
| Telligent Community                                             | ASP.NET                                  | SQL Server                                               | 5.0                               | Ja                     | Ja                       | Nein                          |
| TerminalFour (SiteManager)                                      | Java                                     | MySQL, Oracle, SQL Server                                | 8.1.9.9                           | Ja                     | Ja                       | Ja                            |
| Webnodes CMS                                                    | ASP.NET                                  | SQL Server 2005+, SQL CE, MySQL                          | 3.6                               | Ja                     | Ja                       | Ja                            |
|                                                                 |                                          |                                                          |                                   |                        |                          |                               |

## Andere Content-Management-Systeme
| Name                    | Technologie                      |
| ----------------------- | -------------------------------- |
| Apache Jackrabbit       | Java                             |
| AxKit                   | Perl                             |
| GrandCentral            | MySQL, PHP 5                     |
| Jakarta Slide           | Java                             |
| Open Semantic Framework | Drupal, OWL, PHP, RDF            |
| RadPHP                  | MySQL, PHP 5.6+, PostgreSQL etc. |